# Rolando Valverde
Rolando Valverde (23 dicembre 1969) è un ex giocatore di calcio a 5 costaricano.

## Carriera
Valverde ha disputato il FIFA Futsal World Championship 1992 in cui la nazionale costaricana è stata eliminata nel girone del primo turno comprendente Brasile, Belgio e Australia.